# Antalis suteri
Antalis suteri es una especie de molusco escafópodo de la familia Dentaliidae. 
Esta especie es endémica de las aguas de Nueva Zelanda.